# Верейський Орест Георгійович
Оре́ст Гео́ргійович Вере́йський (7 липня (20 липня) 1915, с. Аносово, тепер Смоленської області Росії — 2.01.1993) — російський графік.

## Біографічні відомості
Народний художник РРФСР (1970) і СРСР (1983). Від 1958 член-кореспондент, від 1983 — дійсний член Академії мистецтв СРСР.
Син Георгія Семеновича Верейського та Олени Миколаївни Верейської, внук Миколи Івановича Кареєва.
1936—1938 був вільним слухачем Академії мистецтв у Ленінграді (нині Санкт-Петербург).
Автор ілюстрацій і станкових серій. Для робіт Верейського характерні зіркість спостережень, чіткість графічної манери.

## Твори

Ілюстрація до «Долі людини» Шолохова (1958)

- Ілюстрації до поем Олександра Твардовского «Василь Тьоркін» (1942—1948) і «Дім при дорозі» (1957), до «Розгрому» Олександра Фадєева (1949, видання 1967), «Тихого Дону» (1951—1952), «Долі людини» (1958) і «Піднятої цілини» (1967) Михайла Шолохова;
- серії малюнків, акварелей і літографій, виконані внаслідок поїздок по Чехословаччині, Сирії, Лівану, Єгипту (всі — 1955), Фінляндії (1957), Ісландії (1958), США (1960 і 1963).

## Відзнаки і нагороди
Лауреат Державної премії СРСР (1978).
Нагороджений орденом Червоної Зірки та медалями.